# Királd
Királd is een plaats (község) en gemeente in het Hongaarse comitaat Borsod-Abaúj-Zemplén. Királd telt 952 inwoners (2001).